# Cinco Raças Sob Uma União
Cinco Raças Sob Uma União foi um dos grandes princípios sobre os quais a República da China foi fundada em 1911, no momento da Revolução Xinhai.

## Descrição
Este princípio enfatizou a harmonia dos cinco maiores grupos étnicos da China, como representado pelas cinco faixas coloridas da Bandeira da República: os Han (vermelho); os Manchus (amarelo); os Mongóis (azul); os "Hui" (Muçulmanos Chineses) (branco); e os Tibetanos (preto).

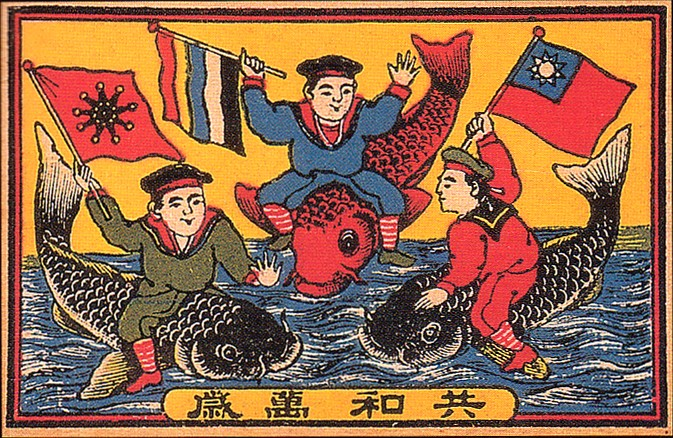
Bandeira do meio representando a União das Cinco Raças. Abaixo das bandeiras está a mensagem: "Vida longa a União" (共和萬歲).

O termo "Muçulmano" neste contexto (incluindo o termo 回, huí, em Chinês), se refere principalmente aos povos Túrquicos no Oeste da China, como por exemplo os uigures, uma vez que o termo "Território Muçulmano" (回疆; "Huijiang") era um nome antigo para Xinjiang, durante a dinastia Qing. O significado do termo "povo Hui" evoluiu gradualmente para seu sentido atual — um grupo distinto dos Chineses Han.

## História
Durante a Dinastia Sui, houve registros históricos de um sistema de bandeiras militares usando as cores vermelho (fogo), azul (madeira), amarelo (terra), branco (metal) e negro (água), representando os cinco elementos. Dinastia Tang herdou este sistema, e organizou as cores em estados de bandeira, de acordo com a ordem acima de elementos para o uso militar. Nos subsequentes períodos históricos, esta "bandeira dos cinco elementos unidos" foi alterada e readaptada para o uso militar ou governamental. Na Dinastia Qing, uma pintura que registra a vitória dos Manchu sobre uma rebelião muçulmana de Du Wenxiu em Yunnan, uma bandeira militar com as cores amarelo, branco, preto, verde e vermelho pode ser vista.
Após a Revolta de Wuchang, houve a queda da monarquia e a transição para a república. Havia um grande número de  bandeiras concorrentes que poderiam ter sido usado pelos revolucionários. As unidades militares de Wuchang, queria a bandeira de 9 estrelas com Taijitu. Já o primeiro presidente chinês Sun Yat-sen preferiu o Céu Azul e o Sol Branco, sinalizador da honra.
Apesar do objetivo geral das revoltas serem os Manchus, Sun Yat-sen, Song Jiaoren e Huang Xing , por unanimidade, defenderam a integração racial, a ser realizada no país; portanto, as diferentes cores utilizadas para a bandeira. A ideia geral é a de que todos os não Han eram Chineses também, apesar dos não Han fazer-se uma percentagem relativamente pequena da população.
A bandeira dos "Cinco Grupos Étnicos Sob Uma União" não foi mais usada após a Expedição do Norte.
Uma variação desta bandeira foi adotada pelo general Yuan Shikai e o estado-fantoche Japonês de Manchukuo. Em Manchukuo um slogan semelhante era usado, mas a cinco cores haviam sido alteradas para representar os Japoneses (vermelho), Chineses Han (azul), Mongóis (branco), Coreanos (preto) e Manchus (amarelo).
Durante a Segunda Guerra Sino-Japonesa, as cores foram usadas por vários governos fantoche japoneses, incluindo o Governo Provisório da República da China, no norte do país e o Governo Reformado da República da China em regiões centrais.

## Galeria

Insígnia militar com base na bandeira
Roundel da força aérea
Bandeira nacional 1912-1928
Bandeira nacional da Império da China 1916
Bandeira nacional da Império da China 1916
Bandeira nacional de Manchukuo 1932-1945
Bandeira do Governo Reformado da República da China (1938-1940)